# Urie Bronfenbrenner
Urie Bronfenbrenner (Mosca, 29 aprile 1917 – Ithaca, 25 settembre 2005) è stato uno psicologo statunitense.

## Biografia
Figlio del medico Alexander e di Eugenia Bronfenbrenner, all'età di sei anni si trasferì con i suoi familiari dall'Unione Sovietica agli Stati Uniti d'America.
Il padre divenne direttore della divisione ricerca del New York State Institution for the Mentally Retarded a New York.
Studiò dapprima psicologia e musica all'Università Cornell, in seguito si laureò in psicologia dello sviluppo mentale all'Università di Harvard e infine nel 1942 ottenne il Ph.D. all'Università del Michigan.
Dopo appena 24 ore dal dottorato si arruolò nelle forze armate americane impegnate nella seconda guerra mondiale, durante la quale adempì al servizio di psicologo.
Una volta terminata la guerra lavorò brevemente come assistente capo psicologo clinico per la ricerca nel nuovo programma di formazione in psicologia clinica a Washington e successivamente come assistente professore di psicologia presso l'Università del Michigan per un periodo di due anni.
Successivamente si trasferì all'Università Cornell, prima come assistente di psicologia e poi come professore, nella facoltà di "Sviluppo umano, studi familiari e psicologia".
Si sposò con Liese Price con cui ebbe sei bambini. Morì ad Ithaca all'età di ottantotto anni a causa di complicazioni dovute al diabete.

## Modello ecologico
Bronfenbrenner, con il suo "modello ecologico" (Ecological systems theory), intende l'ambiente di sviluppo del bambino come una serie di cerchi concentrici, legati tra loro da relazioni. 
- Il Microsistema è il livello centrale, entro il quale le unità interpersonali minime costituite da diadi (es. madre-bambino) si rapportano al loro interno e con altre diadi con significative interazioni dirette. Un microsistema è dunque un pattern organizzato di relazioni interpersonali, attività condivise, ruoli e regole, che si svolgono perlopiù entro luoghi definiti. La famiglia, la rete della parentela più estesa, la scuola, sono esempi di microsistemi.
- Il Mesosistema è un sistema di microsistemi: si riferisce a due o più contesti cui il soggetto partecipa direttamente in modo attivo ed alle loro interconnessioni.
- L'Esosistema è costituito dall'interconnessione tra due o più contesti sociali, almeno uno dei quali è esterno all'azione diretta del soggetto. Un esempio di esosistema è costituito dal rapporto tra la vita familiare e il lavoro dei genitori.
- Il Macrosistema comprende le istituzioni politiche ed economiche, i valori della società, la sua cultura: i complessi di credenze e comportamenti che caratterizzano il macrosistema sono trasmessi da una generazione a quella successiva attraverso i processi di socializzazione condotti dalle varie istituzioni culturali, come la famiglia, la scuola, la chiesa, il luogo di lavoro e le strutture politico-amministrative.

Introduce il concetto di "famiglie", al plurale, volendo in questo modo problematizzare i cambiamenti culturali e sociali in atto: infatti la sua è una teoria ecodinamica (movimento dell'ambiente, che possiamo definire un cambiamento della società).